# Ottilie von Goethe
Ottilie Wilhelmine Ernestine Henriette von Goethe, baronówna (Freiin) von Pogwisch (ur. 31 października 1796 w Gdańsku, zm. 26 października 1872 w Weimarze) – niemiecka pisarka, wydawczyni, synowa Johanna Wolfganga von Goethego.

## Życiorys
Jej ojciec, oficer pruski baron Wilhelm Julius von Pogwisch, pochodził ze szlachty holsztyńskiej, a matka Henriette była hrabianką von Henckel-Donnersmarck.
Do ojca należały posiadłości ziemskie w pobliżu Gierdaw oraz w obecnej gminie Górowo Iławeckie niedaleko miejscowości Worławki (niem. Worlack) i inne, utracił jednak wszystkie. Wtedy jego teściowa hrabina Henckel von Donnersmarck w 1802 doprowadziła do rozwodu, a Henriette wraz z córkami Otylią i Ulryką (Ulrike) w 1809 przeniosła się do Weimaru, gdzie za pośrednictwem matki uzyskała miejsce damy dworskiej u wielkiej księżnej Luise.
Obydwie córki, Otylia i Ulryka, kształciły się prywatnie (w domu), uczyły się języka francuskiego oraz angielskiego, mogły brać udział w uroczystościach dworskich. Panna Otylia, niebieskooka szatynka, była bardzo muzykalna, jej głos alt był określany jako ciepły. Przy okazji towarzyskich popisów artystycznych poznał ją August, syn Goethego. Pobrali się w 1817 i zamieszkali w świeżo urządzonym mieszkaniu mansardowym na drugim piętrze w domu Goethego w Weimarze.
W ciągu następnych 15 lat kreatywna pani Goethe była organizatorką życia towarzyskiego skupionego wokół starszego Goethego. Wspierała go w poczynaniach artystycznych i pielęgnowała, gdy był obłożnie chory. W 1829 założyła czasopismo literackie Chaos. Pierwszy numer ukazał się we wrześniu 1829. Wydawcą była Otylia, a do redakcji należeli James Patrick Parary, radca dworu Frédéric Soret oraz dr Johann Peter Eckermann. Mąż August zmarł w 1830 w Rzymie, gdzie został pochowany, a jego ojciec Johann Wolfgang w 1832. Testament teścia był zaskakujący, zapisał Otylii dom, ogród, sprzęty, srebra i inne nieruchomości, a z dochodów uzyskanych z jego dzieł przeznaczył rentę dla synowej oraz wnuków. Jednak w przypadku ponownego zamążpójścia renta ulegała wstrzymaniu. W ten sposób Goethe przeszkodził finansowo wdowie w zawarciu ponownego małżeństwa.
Po śmierci teścia Otylia musiała spłacać pozostałe długi i popadła w poważne trudności finansowe. Jej sytuację najlepiej obrazuje tytuł jednego z jej utworów Żebraczka z Weimaru (niem. Die Bettlerin von Weimar). W następnych latach wiele podróżowała, również przez pewien czas przebywała w Wiedniu. Po powrocie do Weimaru zajęła się wraz z synami upowszechnianiem spuścizny Goethego.